# Clerget 7Z
Il Clerget 7Z era un motore aeronautico rotativo a sette cilindri disposti su una singola stella, raffreddato ad aria, sviluppato dall'azienda francese Clerget-Blin negli anni dieci del XX secolo.
Progettato dall'ingegnere Pierre Clerget, venne utilizzato da un buon numero di modelli dell'epoca e per far fronte alla richiesta durante la prima guerra mondiale prodotto su licenza anche nel Regno Unito.

## Storia

### Sviluppo
Nei primi anni dieci l'ingegner Clerget, che già lavorava per la casa automobilistica Clément-Bayard, affascinato dall'evoluzione dell'aviazione che in quegli anni stava sperimentando il passaggio dal "più leggero dell'aria" all'innovativo aeroplano, decise di progettare e sviluppare un nuovo modello di motore che potesse rispondere alle esigenze del nuovo mezzo aereo. 
Clerget scelse di adottare la soluzione tecnica del motore rotativo a pistoni che presentava alcuni potenziali vantaggi in termini di semplicità costruttiva.
Il prototipo del nuovo motore fece la sua prima apparizione nel 1911, accreditato di una potenza nominale pari a 80 hp (60 kW). 
Dopo la fondazione della Clerget-Blin avvenuta nel 1913 il modello aveva raggiunto la maturità per essere avviato alla produzione in serie e l'anno successivo, con lo scoppio della prima guerra mondiale ed il conseguente crescente uso del mezzo aereo nel conflitto, iniziò ad essere valutato per il suo utilizzo nei nuovi modelli destinati ai reparti militari. 
Ben presto le iniziali commissioni superarono la capacità produttiva dell'azienda e per ovviare quindi al problema di riuscire ad evadere gli ordini vennero concesse delle licenze di produzione nel Regno Unito dove vennero assemblati negli stabilimenti della Gwynnes Ltd ad Hammersmith e della Gordon Watney a Weybridge per un totale di 347 unità.

## Velivoli utilizzatori
Regno Unito
- Avro 504
- Beardmore W.B.III
- Bristol Scout
- Grahame-White 20
- Royal Aircraft Factory B.E.8
- Royal Aircraft Factory S.E.2
- Royal Aircraft Factory S.E.4
- Sopwith Pup

## Esemplari attualmente esistenti
Un esemplare di Clerget 7Z di produzione britannica, realizzato dalla Gordon Watney & Co Ltd, di Weybridge nel 1917, è esposto al pubblico nella struttura museale del Powerhouse Museum, la più importante sezione del Museum of Applied Arts and Sciences di Sydney in Australia.